# Monument à la mémoire des gardes nationaux de la Seine tués au combat de Buzenval le 19 janvier 1871
Le monument à la mémoire des gardes nationaux de la Seine tués au combat de Buzenval le 19 janvier 1871 est un monument aux morts élevé par la Ville de Paris et situé au cimetière du Père-Lachaise. 
Le monument rend hommage aux soldats de la Garde nationale tués lors de la  seconde bataille de Buzenval qui se déroula le 19 janvier 1871, pendant la guerre franco-prussienne, sur le territoire des communes de Rueil-Malmaison, Garches et Saint-Cloud, alors en Seine-et-Oise.

## Historique
Deux cents dépouilles sont ramassées en dedans et en dehors des lignes ennemies et exposées pour identification au cimetière du Père-Lachaise. Georges Clairin décrit cet épisode en allant chercher la dépouille d'Henri Regnault :

« Revenons au Père-Lachaise. Pendant plusieurs heures, j'y cherchai le cadavre dans une sorte de grange qui servait de resserre pour les outils des jardiniers. Que de morts là dedans ! C'était horrible. Les pauvres cadavres ressemblaient à des sacs boueux, jetés les uns sur les autres. Enfin j'aperçois dans un coin le bois blanc d'une bière, avec un paquet de vêtements à côté. Je fais glisser le couvercle et je vois mon pauvre ami, tout nu, la figure couverte de terre et de feuilles mortes. »

Cent quarante soldats sont identifiés, les soixante restants ont été photographiés et « inhumés coude à coude, unis dans la mort comme ils l'avaient été dans le combat ». Le Journal officiel du 28 janvier 1871 indique que le général Clément Thomas espère que le terrain où ils ont été inhumés sera acquis et qu'un monument y sera construit. À cet effet, il ouvre une souscription,.
Dans une décision du conseil municipal du 12 novembre 1872, la ville de Paris concède à titre gratuit, dans le cimetière du Père-Lachaise, un terrain de 36 mètres de superficie destiné à la sépulture des corps des gardes nationaux tués à Buzenval. Sur cet emplacement, la Ville fait construire, au moyen des fonds d'une souscription, un monument commémoratif. En janvier 1873, Gaston Vassy fait le point sur ce projet dans Le Figaro :

« Une commission a été nommée pour faire choix d'un plan, d'un architecte et d'un sculpteur ; mais comme il n'y a pas eu pour ce monument de concours spécial, la commission a pensé qu'elle trouverait son affaire dans les plans, très nombreux, qui avaient été refusés lors du concours relatif aux monuments de Buzenval et du Bourget… Seulement, quand elle a voulu consulter ces plans — il y a une quinzaine de jours, — ils n'étaient plus à la préfecture. Les artistes les avaient retirés. »

En 1875, l'architecte Auguste-Joseph Magne réalise un projet de monument qui est réalisé en 1876. Cent quatre-vingt gardes nationaux, enterrés à différents endroits, sont transférés dans le caveau du monument le 19 janvier 1877, jour anniversaire de la bataille de Buzenval,,.
À la veille du vingt-cinquième anniversaire de la bataille, le monument, n'ayant pas été entretenu jusqu'ici par la Ville, est dans un état de délabrement. Il est restauré et fut procédé d'urgence à un relevé dans les cimetières parisiens des tombes abandonnées ayant un caractère historique.

## Caractéristiques
Le monument est situé en première ligne de la 72e division du cimetière du Père-Lachaise, près du monument à la mémoire des soldats morts pendant le siège de Paris de 1870-1871.
Henry Jouin indique en 1902 que le monument, réalisé par l'architecte Auguste-Joseph Magne, consiste en une stèle de grandes dimensions sur laquelle est sculptée une palme. Des pilastres décorent les angles ; la partie médiane se termine en pyramide. Un jardin limité par une rampe en pierre ayant à ses extrémités des bornes ornées, entoure la stèle. La face antérieure du monument comporte dans une sorte de médaillon l'inscription :
« Défense de Paris »
et dans la partie inférieure :
« À la mémoire des gardes nationaux de la Seine tués au combat de Buzenval le 19 janvier 1871 ».

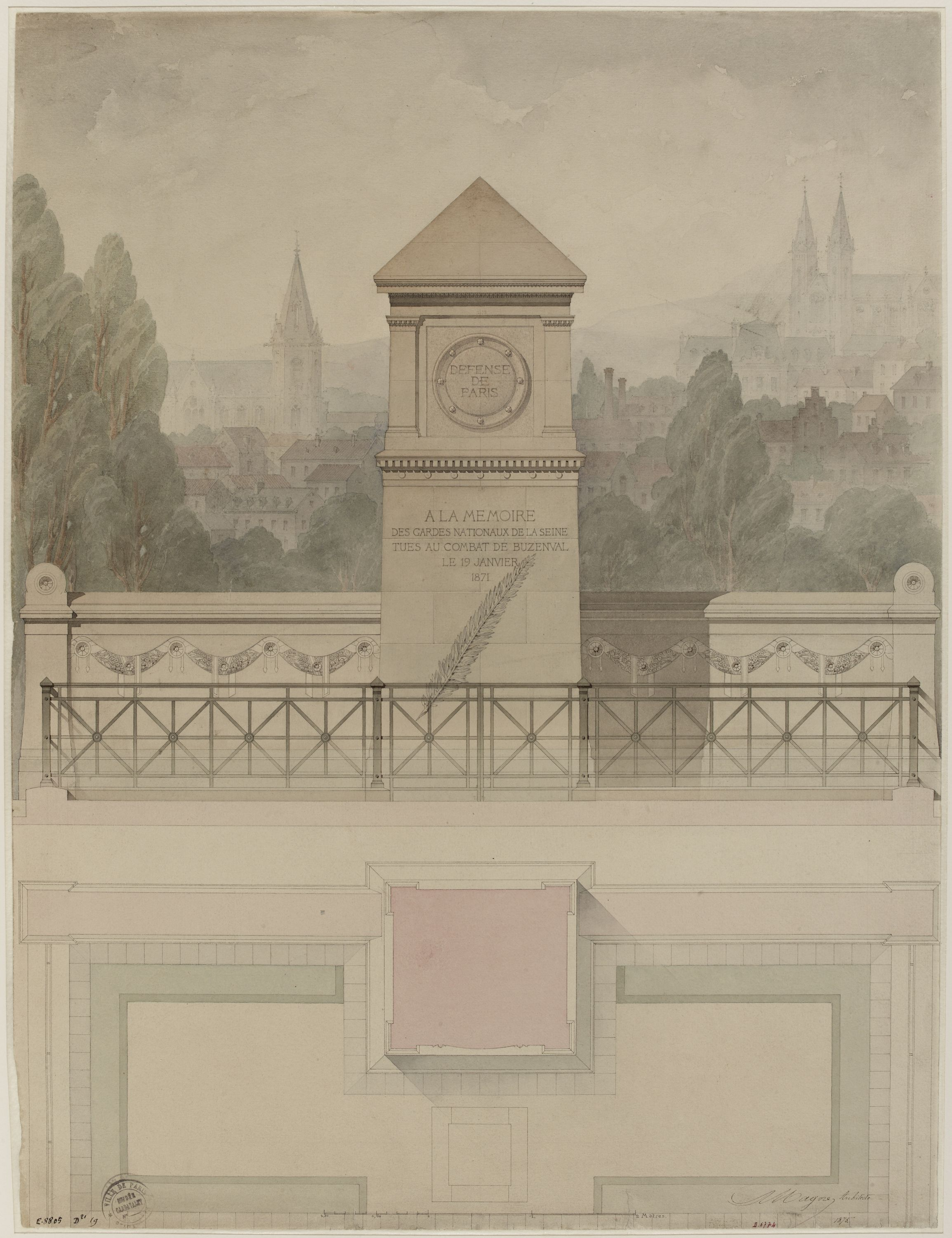
1875
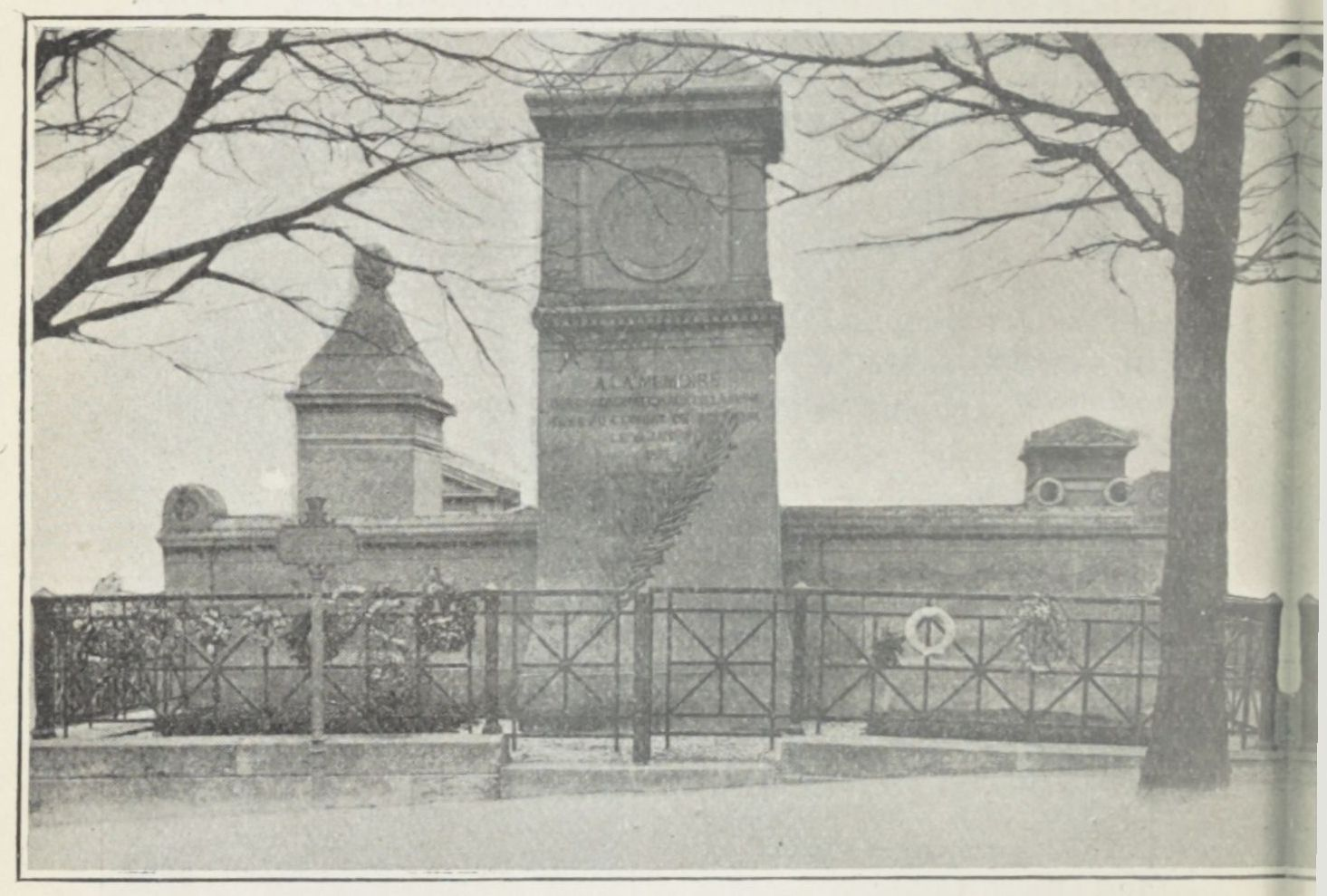
1909
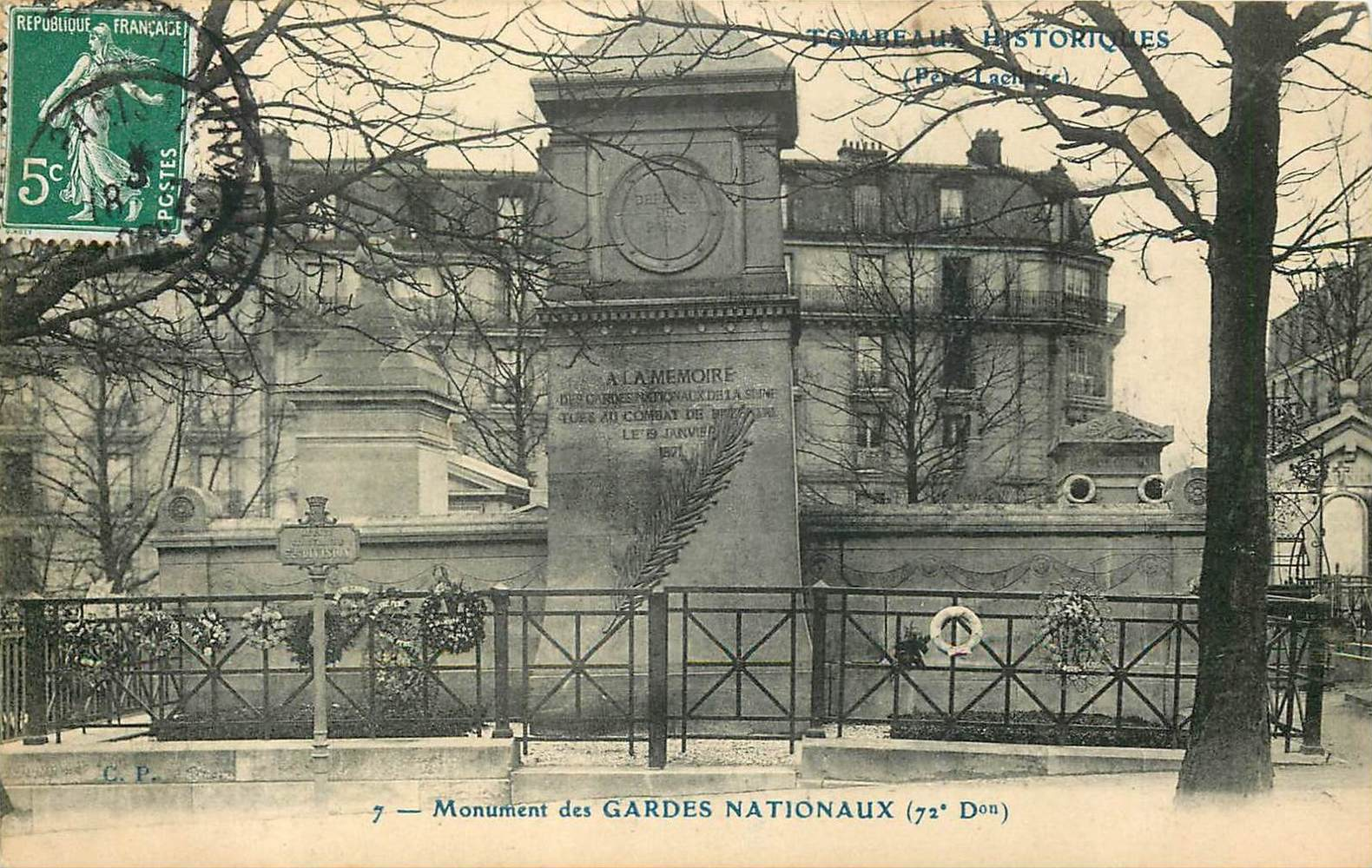